# Christophe Prémont
Christophe Prémont (* 22. November 1989) ist ein ehemaliger belgischer Straßenradrennfahrer.

## Sportliche Laufbahn
Christophe Prémont fuhr Ende der Saison 2009 als Stagiaire für das belgische Continental Team Lotto-Bodysol, wo er 2010 Profi wurde. In der Saison 2010 wurde er bei der wallonischen Meisterschaft Zweiter hinter Jonas Vangenechten und gewann damit die U23-Klasse. Ende des Jahres startete er mit der belgischen Nationalmannschaft bei der Tour du Faso, wo er eine Etappe für sich entscheiden konnte. 2012 gewann er den Grote 1-Mei Prijs. 2015 entschied er eine Etappe des Giro del Friuli für sich und gemeinsam mit dem Team Wallonie-Bruxelles das Mannschaftszeitfahren der Paris-Arras Tour. 2017 beendete er seine Radsportlaufbahn.

## Erfolge
2010
- eine Etappe Tour du Faso

2012
- Grote 1-Mei Prijs

2015
- Mannschaftszeitfahren Paris-Arras Tour
- eine Etappe Giro del Friuli